# Suzanne Wright
Pour les articles homonymes, voir Wright.
Œuvres principales
- Série La Meute du Phénix

Suzanne Wright, née en Angleterre, est une auteure britannique de romans de fantasy urbaine et de romances.

## Biographie
Aussi loin qu'elle s'en souvienne, Suzanne Wright a toujours inventé des personnages et raconté leurs aventures. Lectrice passionnée de récits fantastiques, elle apprécie particulièrement l'œuvre de Christine Feehan, Nalini Singh ou encore Stephen King. Elle vit à Liverpool avec son mari et ses deux enfants, et ne fait pas de mystère dans son incapacité totale à cuisiner quoi que ce soit, ni de son allergie à toutes formes de ménage. Cela dit, elle a répertoire sans fin d'histoires drôles et est toujours prête à partager son chocolat.

## Œuvres

### SérieLa Meute du Phénix
1. Trey Coleman, Milady, 2013 ((en) Feral Sins, Montlake Romance, 2013)  (ISBN 978-2-8112-1063-2)
2. Dante Garcea, Milady, 2014 ((en) Wicked Cravings, Montlake Romance, 2013)  (ISBN 978-2-8112-1134-9)
3. Nick Axton, Milady, 2015 ((en) Carnal Secrets, Montlake Romance, 2014)  (ISBN 978-2-8112-1368-8)
4. Marcus Fuller, Milady, 2015 ((en) Dark Instincts, Montlake Romance, 2015)  (ISBN 978-2-8112-1579-8)
5. Ryan Conner, Milady, 2016 ((en) Savage Urges, Montlake Romance, 2016)  (ISBN 978-2-8112-1850-8)
6. Tao Lukas, Milady, 2017 ((en) Fierce Obsessions, Montlake Romance, 2017)  (ISBN 978-2-8112-3824-7)
7. Patrick Hardy, Milady, 2018 ((en) Wild Hunger, Montlake Romance, 2018)  (ISBN 978-2-8112-2592-6)
8. Dominic Black, Milady, 2019 ((en) Untamed Delights, Montlake Romance, 2019)  (ISBN 978-2-8112-2448-6)

### SérieDeep in Your Veins
1. (en) Here Be Sexist Vampires, 2013
2. (en) The Bite That Binds, 2013
3. (en) Taste of Torment, 2014
4. (en) Consumed, 2014
5. (en) Fractured, 2015
6. (en) Captivated, 2021, recueil de nouvelles

### SérieNoirs Démons
1. Tout ce qui brûle, Milady, 2017 ((en) Burn, 2015)  (ISBN 978-2-8112-0457-0)
2. À feu et à sang, Milady, 2017 ((en) Blaze, 2016)  (ISBN 978-2-8112-1972-7)
3. Des cendres en Enfer, Milady, 2017 ((en) Ashes, 2017)  (ISBN 978-2-8112-3757-8)
4. Entre deux feux, Milady, 2018 ((en) Embers, 2018)  (ISBN 978-2-8112-2447-9)
5. Le Feu sous la cendre, Milady, 2020 ((en) Shadows, 2019)  (ISBN 978-2-8112-3430-0)
6. Le Feu sacré, Milady, 2021 ((en) Omens, 2020)  (ISBN 978-2-8112-2865-1)
7. Enfer et Damnation, Milady, 2021 ((en) Fallen, 2021)  (ISBN 978-2-8112-3769-1)
8. Un feu d'enfer, Milady, 2022 ((en) Reaper, 2022)  (ISBN 978-2-8112-2989-4)
9. Retour de flamme, Milady, 2024 ((en) Hunted, 2023)  (ISBN 978-2-8112-2340-3)
10. Flammes éternelles, Milady, 2025 ((en) Viper, 2024), trad. Jocelyne Bourbonnière, 504 p.  (ISBN 978-2-8112-3510-9)

### SérieLa Meute Mercure
1. Derren Hudson, Milady, 2017 ((en) Spiral of Need, 2015)  (ISBN 978-2-8112-3522-2)
2. Jesse Dalton, Milady, 2017 ((en) Force of Temptation, 2016)  (ISBN 978-2-8112-3442-3)
3. Zander Devlin, Milady, 2018 ((en) Lure of Oblivion, 2017)  (ISBN 978-2-8112-3745-5)
4. Bracken Slater, Milady, 2019 ((en) Echoes of Fire, 2018)  (ISBN 978-2-8112-2185-0)
5. Eli Axton, Milady, 2020 ((en) Shards of Frost, 2019)  (ISBN 978-2-8112-2845-3)

### SérieOlympus
1. Alex Devereaux, Milady, 2020 ((en) When He's Dark, 2020)  (ISBN 978-2-8112-3940-4)
2. Tate Devereaux, Milady, 2021 ((en) When He's an Alpha, 2021)  (ISBN 978-2-8112-3295-5)
3. Camden Priest, Milady, 2022 ((en) When He's Sinful, 2022)  (ISBN 978-2-8112-2634-3)
4. Luke Devereaux, Milady, 2022 ((en) When He's Ruthless, 2022)  (ISBN 978-2-8112-3026-5)
5. Deke Hammond, Milady, 2023 ((en) When He's Torn, 2023)  (ISBN 978-2-8112-3901-5)
6. Isaiah Hale, Milady, 2025 ((en) When He Dares, 2024), trad. Jocelyne Bourbonnière, 432 p.  (ISBN 978-2-8112-2970-2)

### SérieLe Cœur des démons
1. Le Mal en moi, Milady, 2023 ((en) The Wicked in Me, 2022), trad. Jocelyne Bourbonnière, 456 p.  (ISBN 978-2-8112-2773-9)
2. Le Cauchemar en lui, Milady, 2024 ((en) The Nightmare in Him, 2024), trad. Jocelyne Bourbonnière, 456 p.  (ISBN 978-2-8112-3561-1)